# Conte di Mayo
Conte di Mayo è un titolo nobiliare inglese nella Parìa d'Irlanda.

## Storia

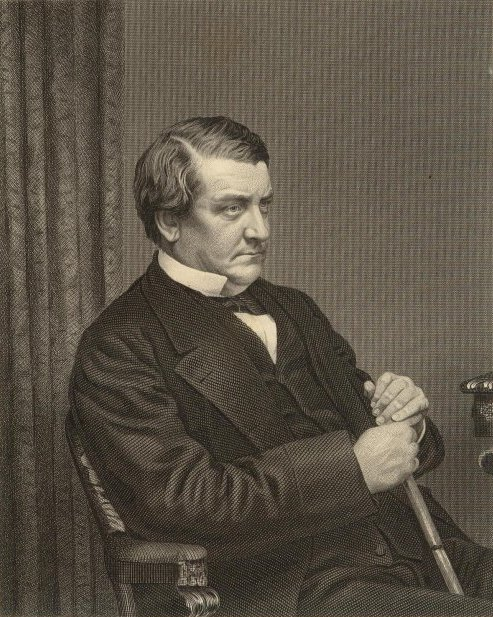
Richard Bourke, VI conte di Mayo

Il titolo venne creato nel 1785 per John Bourke, I visconte Mayo (della II creazione) il quale fu per molti anni "First Commissioner of Revenue" in Irlanda ed era già stato creato Barone Naas, di Naas nella contea di Kildare, nel 1776, e Visconte Mayo, di Moneycrower nella contea di Mayo, nel 1781, sempre nella parìa d'Irlanda. Questo ramo della famiglia Bourke discendeva da John Bourke, figlio quartogenito di sir Thomas Bourke (m. 1397), il cui secondo figlio Edmund è appunto diretto discendente dei visconti Mayo (della I creazione). Prima di divenire visconti e conti di Mayo, il ramo ebbe il titolo gaelico di Mac William Íochtar e ricevette la White Rod. I conti di Clanricarde sono membri di un'altra branca di questa casata.
Lord Mayo venne quindi succeduto dal figlio primogenito, il II conte, che fu membro della camera dei comuni irlandese. Alla sua morte i titoli passarono al fratello minore, il III conte. Questi fu un importante uomo di chiesa anglicano e prestò servizio come vescovo di Leighlin dal 1772 al 1782 e poi come arcivescovo di Tuam dal 1782 al 1794. Venne succeduto da suo figlio, il IV conte. Questi sedette alla camera dei lords come rappresentante irlandese dal 1816 al 1849 ed alla sua morte i suoi titoli passarono al nipote, il V conte che fu rappresentante alla camera dei lords dal 1852 al 1867.
Il figlio primogenito, il VI conte, Richard Southwell Bourke fu un importante politico conservatore: noto soprattutto col titolo di lord Naas, fu per tre volte Capo Segretario per l'Irlanda e Governatore generale dell'India dal 1869 al 1872 quando venne assassinato sulle Isole Andaman. Venne succeduto da suo figlio, il VII conte il quale fu rappresentante irlandese al parlamento dal 1890 al 1927 e poi membro del senato irlandese dal 1922 al 1927. Questa linea della famiglia si estinse alla sua morte nel 1927 ed i titoli passarono pertanto a suo cugino di primo grado, l'VIII conte. Questi era figlio del reverendo George Wingfield Bourke, figlio quartogenito del V conte. Venne succeduto dal figlio primogenito, il IX conte, alla morte del quale nel 1962 i titoli passarono a suo nipote, il X conte, che era l'unico figlio di Bryan Longley Bourke, figlio terzogenito dell'VIII conte. Il X conte venne coinvolto nella politica britannica come liberale e contestò pesantemente le elezioni generali del 1964. Attualmente i titoli sono passati al figlio di questi, l'XI conte, che gli è succeduto nel 2006. L'attuale conte è stato educato alla Portora Royal School, Enniskillen, Queen's University Belfast ed al Dublin Institute of Technology, Dublino. Lord Mayo ha educato i suoi figli alla fede romana cattolica.
La sede della famiglia è a Derryinver, presso Clifden, nella Contea di Galway.

## Conti di Mayo (1785)
- John Bourke, I conte di Mayo (circa 1705–1790)
- John Bourke, II conte di Mayo (1729–1792)
- Joseph Deane Bourke, III conte di Mayo (circa 1740–1794)
- John Bourke, IV conte di Mayo (1766–1849)
- Robert Bourke, V conte di Mayo (1797–1867)
- Richard Southwell Bourke, VI conte di Mayo (1822–1872)
- Dermot Robert Wyndham Bourke, VII conte di Mayo (1851–1927)
- Walter Longley Bourke, VIII conte di Mayo (1859–1939)
- Ulick Henry Bourke, IX conte di Mayo (1890–1962)
- Terence Patrick Bourke, X conte di Mayo (1929–2006)
- Charles Diarmuidh John Bourke, XI conte di Mayo (n. 1953)

L'erede apparente è il figlio primogenito dell'attuale detentore del titolo, Richard Thomas Bourke, lord Naas (n. 1985).